# Верхососенье Вторая Середина
Верхососенье Вторая Середина — деревня в Покровском районе Орловской области России.
Входит в состав Верхососенского сельского поселения.

## География
Расположена восточнее административного центра поселения — села Верхососенье Первая Середина, на левом берегу реки Сосна, вдоль автомобильной дороги.
В деревне имеются две улицы — Медовая и Овражная.

## Население
| 2010 |
| ---- |
| 33   |